# Sadisdorf
Sadisdorf ist ein Ortsteil der sächsischen Großen Kreisstadt Dippoldiswalde im Landkreis Sächsische Schweiz-Osterzgebirge.

## Geografie
Sadisdorf liegt etwa drei Kilometer westlich von Schmiedeberg im Osterzgebirge. Der Ort liegt direkt an der Bundesstraße 171. Südwestlich des Ortes befindet sich die durch die Wilde Weißeritz angestaute Talsperre Lehnmühle.

### Nachbarorte

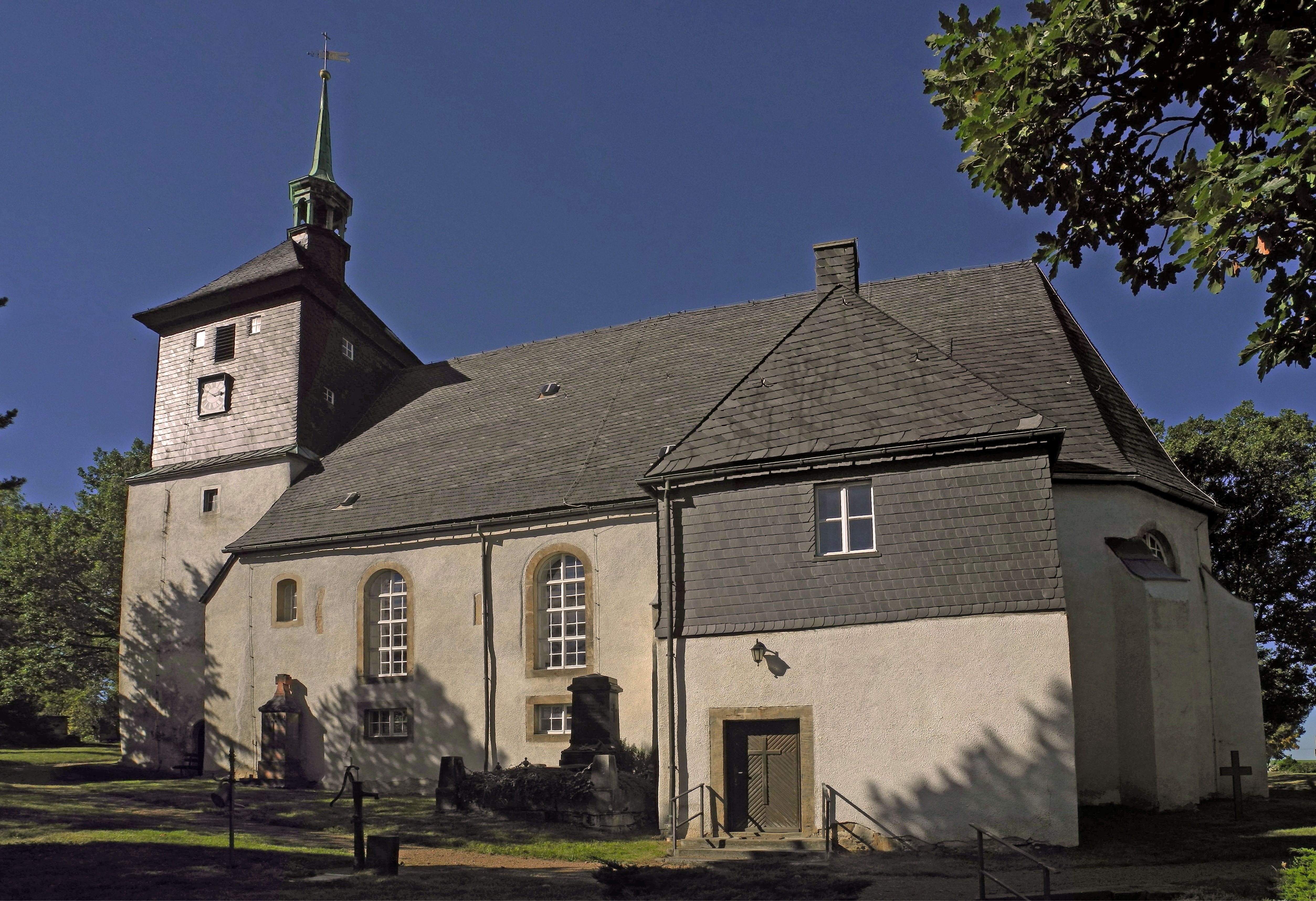
Dorfkirche Sadisdorf

| Beerwalde     | Reichstädt                                  | Obercarsdorf |
| Hartmannsdorf | Kompassrose, die auf Nachbargemeinden zeigt | Naundorf     |
| Hennersdorf   | Ammelsdorf                                  | Niederpöbel  |

## Geschichte
Das Waldhufendorf wurde im 13. Jahrhundert erstmals als „Sydensdorff“ erwähnt. Um 1437 war Sadisdorf zur Pflege Dohna gehörig. Ab 1548 hatte das Amt Pirna die Verwaltung inne. 1856 bis 1875 gehörte Sadisdorf dem Gerichtsamt Dippoldiswalde an, später der Amtshauptmannschaft Dippoldiswalde. 1900 betrug die Fläche der Gemarkung 556 Hektar. Die Bevölkerung von Sadisdorf teilte sich 1925 in 493 evangelisch-lutherische Einwohner und zwei Katholiken auf. 1952 wurde Sadisdorf als eigenständige Gemeinde Teil des Kreises Dippoldiswalde, der 1994 in den Weißeritzkreis überging. Am 1. Januar selben Jahres schlossen sich Hennersdorf, Ammelsdorf, Sadisdorf und Obercarsdorf zur neuen Gemeinde Obercarsdorf zusammen. 2001 wurde diese nach Schmiedeberg eingemeindet. Sadisdorf wurde im August 2008 Teil des aus dem Landkreis Sächsische Schweiz und dem Weißeritzkreis gebildeten Landkreises Sächsische Schweiz-Osterzgebirge. Mit der Eingliederung von Schmiedeberg nach Dippoldiswalde wurde auch Sadisdorf Ortsteil der Großen Kreisstadt.

### Entwicklung der Einwohnerzahl
Entwicklung der Einwohnerzahl Sadisdorfs:
| Jahr | Einwohner                                  |
| ---- | ------------------------------------------ |
| 1551 | 30 besessene Mann, 12 Häusler, 34 Inwohner |
| 1764 | 26 besessene Mann, 1 Gärtner, 13 Häusler   |
| 1834 | 392                                        |
| 1871 | 487                                        |
| 1890 | 493                                        |
| 1910 | 520                                        |
| 1925 | 500                                        |
| 1939 | 520                                        |
| 1946 | 743                                        |
| 1950 | 734                                        |
| 1964 | 651                                        |

| Jahr | Einwohner |
| ---- | --------- |
| 1990 | 517       |
| 2006 | 423       |
| 2007 | 405       |
| 2008 | 409       |
| 2009 | 409       |
| 2010 | 407       |
| 2011 | 403       |
| 2012 | 395       |
| 2013 | 394       |
| 2014 | 390       |
| 2015 | 406       |

| Jahr | Einwohner |
| ---- | --------- |
| 2020 | 348       |

### Bergbau
Der Bereich der Ortschaft Sadisdorf war über einen langen Zeitraum vom Bergbau geprägt. Einen relativ großen Bekanntheitsgrad erlangte die „Kupfergrube Sadisdorf“, die sich jedoch außerhalb der eigentlichen Ortslage befand.